# Réserve naturelle régionale Im'Berg
La réserve naturelle régionale Im'Berg (RNR268) est une réserve naturelle régionale située en Alsace en région Grand Est. Classée en 2013, elle occupe une surface de 1,7 hectare et protège une pelouse sèche calcicole.

## Localisation

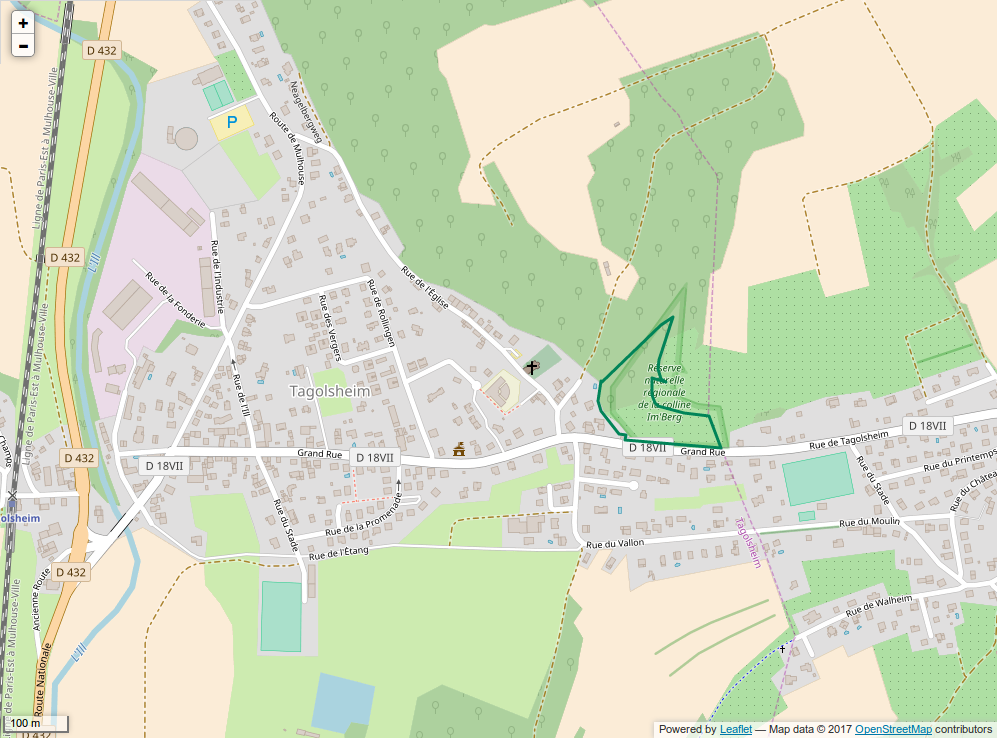
Périmètre de la réserve naturelle.

Le territoire de la réserve naturelle est dans le département du Haut-Rhin, sur la commune de Tagolsheim.

## Histoire du site et de la réserve
Le site a été initialement classé en réserve naturelle volontaire le 29 août 1988 sous l’appellation « Tagolsheim Semberg » (RNR47). Il est protégé par arrêté préfectoral depuis 2012.

## Écologie (biodiversité, intérêt écopaysager…)

### Flore
Le Buxberg est la station de buis la plus septentrionale d'Europe. Elle est toutefois menacée par la pyrale du buis depuis 2013.
L'endroit abrite également une population d'orchidées.

## Administration, plan de gestion, règlement

### Outils et statut juridique
Initialement classé en RNV, la réserve naturelle régionale a été créée par une délibération du Conseil régional du 8 février 2013.